# Ceratina timberlakei
Ceratina timberlakei är en biart som beskrevs av Daly 1973. Ceratina timberlakei ingår i släktet märgbin, och familjen långtungebin. Inga underarter finns listade i Catalogue of Life.